# Linda Thomasová-Greenfieldová
Linda Thomasová-Greenfieldová (nepřechýleně Thomas-Greenfield, * 22. listopadu 1952 Baker, Louisiana) je americká diplomatka afroamerického původu. V letech 2008–2012 zastávala úřad velvyslankyně v Libérii. Mezi roky 2021–2025 působila jako velvyslankyně při OSN v rámci Bidenovy vlády.

## Život
Linda Thomas-Greenfieldová je první gramotnou členkou ve své rodině. Studovala na Louisianské státní univerzitě a Wisconsinské univerzitě v Madisonu. Učila politologii na pensylvánské Bucknellově univerzitě, v roce 1982 pak vstoupila do diplomatických služeb. Postupně sloužila na velvyslanectvích a konzulátech ve Švýcarsku (v rámci americké mise při OSN), Pákistánu, Keni, Gambii, Nigérii a na Jamajce; patří k nejzkušenějším americkým černošským diplomatům. V období 2008–2020 působila na velvyslanectví v Libérii. Zvolený prezident Joe Biden oznámil záměr ji nominovat na post velvyslankyně při OSN na konci listopadu 2021. Senát vyslovil s její nominací souhlas 23. února 2021 poměrem hlasů 78 : 20. Následujícího dne složila velvyslaneckou přísahu do rukou viceprezidentky Kamaly Harrisové a pověřovací listiny předala generálnímu tajemníku OSN Antóniu Guterresovi 25. února.
V rámci americké administrativy působila na Úřadu pro populaci, uprchlíky a migraci (2004–2006) a Úřadu pro africké záležitosti (2006–2008). Byla ředitelkou zahraniční služby a lidských zdrojů (2012–2013) na Ministerstvu zahraničí, mezi lety 2013 a 2017 pracovala jako tajemnice pro africké záležitosti; z funkce odešla spolu s řadou dalších diplomatů po nástupu Rexe Tillersona do funkce ministra. Následně se stala viceprezidentkou globální strategické firmy Albright Stonebridge Group, vedené Madeleine Albrightovou.